# Downton (Wiltshire)
Downton – wieś w Anglii, w hrabstwie Wiltshire. Leży 10 km na południe od miasta Salisbury i 127 km na południowy zachód od Londynu. W 2001 miejscowość liczyła 2869 mieszkańców.